# Mỹ Tho
Mỹ Tho ist die Provinzhauptstadt der Provinz Tiền Giang im Mekong-Delta im Süden Vietnams. Der Name der Stadt leitet sich vom gleichnamigen Fluss Mỹ Tho ab und kann mit „Schönes Schilf“ übersetzt werden.

## Geschichte
Die Stadt wurde im 17. Jahrhundert von chinesischen Ming-Flüchtlingen gegründet. Die Region um Mỹ Tho unterstand dem politischen Einfluss der Khmer, weshalb die Stadt lange Hauptumschlagsplatz für den Handel mit Kambodscha war. Im 18. Jahrhundert wurde Mỹ Tho vietnamesische Provinz. Die Eisenbahnlinie nach dem rund 60 km nordöstlich gelegenen Saigon (heute: Ho-Chi-Minh-Stadt) war die erste in ganz Indochina (1883).

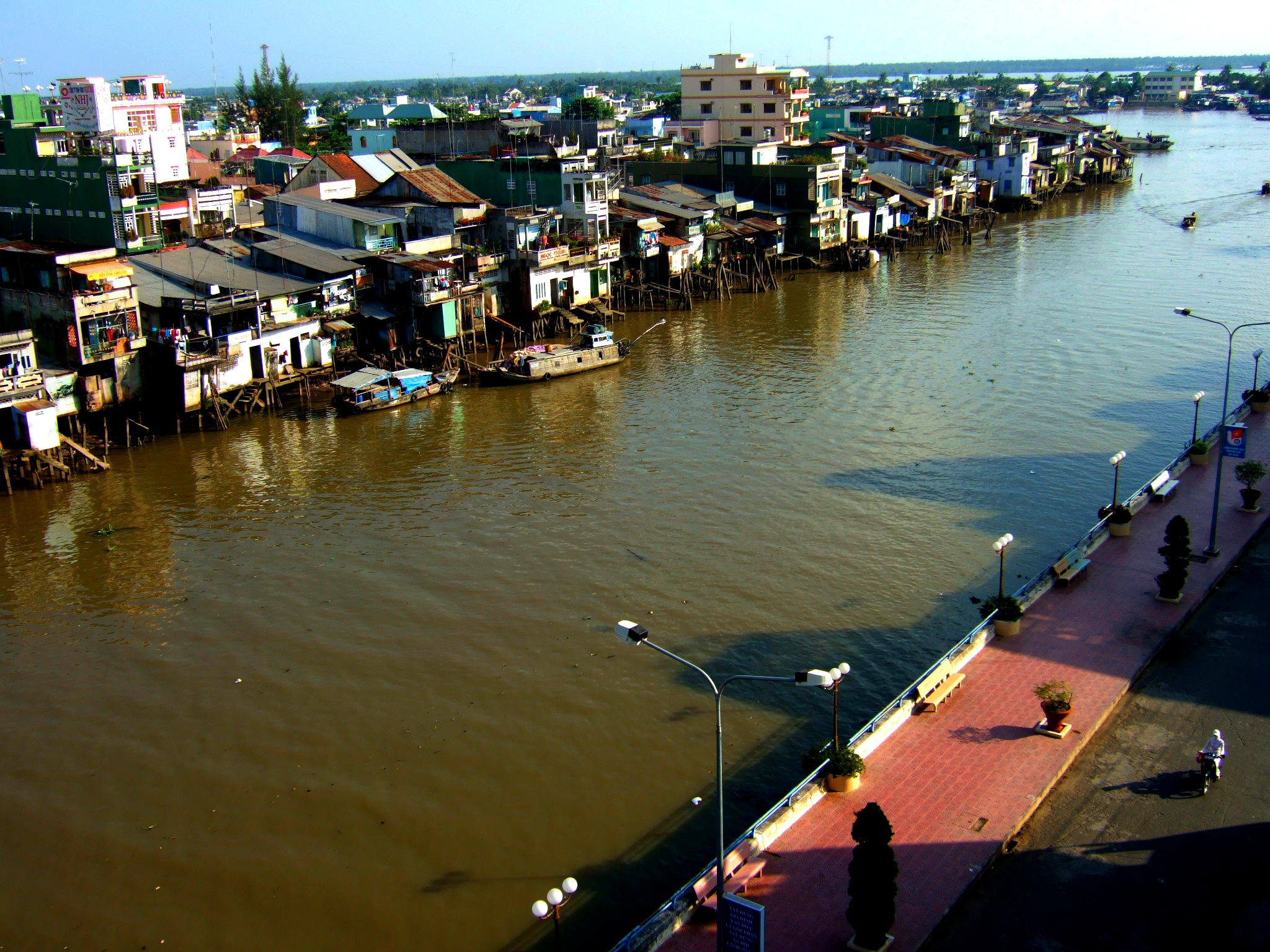
Mỹ Tho im Mekong-Delta

Ab 1863 erlangte die Stadt größere strategische Bedeutung für die Franzosen im Zusammenhang derer Kolonialpolitik in Cochinchina. Vorangegangen war zwischen 1858 und 1862 eine alliierte Offensive der Franzosen zusammen mit Spanien gegen Vietnam, die „Cochinchina Kampagne“. Was als auflagenbewehrte Sanktionsmaßnahme begann, endete letztlich in einem französischen Eroberungskrieg.
Die Stadt ist nach französischem Muster schachbrettartig angelegt. Im Zentrum liegen der Markt und die beiden Uferstraßen Trung Trac und 30 Thang 4. Hier liegen die meisten touristischen Anlaufpunkte wie Hotels und Restaurants, ebenso aber auch die Standorte des Handels aus den verschiedenen Wirtschaftszweigen: Reis, Fischerei und Obst (Bananen, Mangos, Zitrusfrüchte).
Mỹ Tho ist Sitz des römisch-katholischen Bistums Mỹ Tho.

## Wirtschaft
Die Wirtschaft Mỹ Thos beruht auf Tourismus, Fischfang und Agrarprodukten wie Kokosnüssen, Bananen und Longan-Früchten. Die Stadt verfügt über einen sehr großen und mit verschiedensten Waren üppig befüllten Markt. Bedeutend ist der Markt für getrocknete Meeresfrüchte, wie Muc kho (getrockneter Tintenfisch).

## Persönlichkeiten
- Nguyễn Khánh (1927–2013), südvietnamesischer General und Politiker
- Madame Nguyen Van Thieu, Witwe des südvietnamesischen Politikers und Präsidenten von 1965 bis 1975 Nguyễn Văn Thiệu